# Usagi Yojimbo
Az Usagi Yojimbo Stan Sakai író és rajzoló képregénysorozata, melynek történetei 1984 óta jelennek meg az Egyesült Államokban. A képregény cselekménye nagyjából a XVII. század elején, az Edo-kor kezdetén játszódik a feudális Japánban. A zűrzavaros korszakban az ország új politikai rendszerének, a sógunátusnak a hatalma még nem szilárdult meg, a felkelések, lázadások és zavargások még nem értek véget. A történet főhőse egy antropomorf nyúl, Mijamoto Uszagi, egy gazdátlan szamuráj, rónin.

## A sorozat megszületése
Az 1980-as évek elején a mókás, antropomorf állatfigurák számos fekete-fehér, magán úton vagy is kis kiadók által megjelentetett, változó minőségű füzetekben és kiadványban tűntek fel. Szintén erre az időszakra tehető és ennek a trendnek egyik ágának tekinthető a furry-rajongótáborok szerveződése és kialakulása is. Stan Sakai sorozata ebben az időszakban, nagyjából egy időben született és jelent meg Kevin Eastman és Peter Laird szintén nagy sikerű Tini Nindzsa Teknőcök-történeteivel. Sakai nyilatkozata szerint azonban sorozatát nem tekinti ennek az áramlatnak a szülöttének. 1987-re a mókás állatfigurák kalandjai iránti kereslet recesszióba csapott át. Az ebben a néhány évig tartó időszakban napvilágot látott számos próbálkozás és sorozat közül csak néhány maradt fenn és bizonyult sikeresnek.
Stan Sakai képregényalkotói pályafutását 1982-ben, beíróként kezdte barátja, Sergio Aragonés Groo the Wanderer című sorozatában való közreműködésével. Első, The Adventures of Nilson Groundthumper and Hermy című saját képregényén ugyan már 1980 óta dolgozott, melynek első fejezete azonban csak 1983-ban, a Steve Gallacci által alapított kis kiadó, a Thoughts and Images Albedo című antológiájának első számában jelent meg. Sakai képregénye szereplőit eredetileg emberekként képzelte el, de végül úgy döntött, hogy „bolondozik egy kicsit”, és azokat mókás antropomorf állatfiguráknak rajzolta meg. A történet főszereplője, Nilson így egy nyúl lett, akárcsak a képregény egy tervezett későbbi mellékszereplője, Mijamoto Uszagi is. A The Adventures of Nilson Groundthumper and Hermyt Sakai egy ezer oldalas „Tolkien-féle történetnek” képzelte el. Az eredetileg mellékszereplőnek tervezett Mijamoto Uszagi ennek ellenére nem Nilson kalandjaiban, hanem saját önálló, Usagi Yojimbo című történetében tűnt fel először az Albedo második számában. Uszagi és Nilson találkozására így nem került sor a képregényben, Sakai érdeklődése pedig inkább Uszagi kalandjai felé fordult.
Mijamoto Uszagit Sakai részben Mijamoto Muszasiról, Japán legendás történelmi alakjáról, a híres-hírhedt kardforgatóról mintázta meg. Mijamoto Muszasi a késő középkorban, Az öt elem könyve (五輪書; Go rin no so) című erkölcsi, etikai és párbajtechnikai tanításokat tartalmazó művében foglalta össze tapasztalatait és filozófiáját, mely a későbbi évszázadok folyamán a szamurájok, majd pedig később a modern kor japán üzletemberi számára is irányadó alkotássá vált. Sakai emellett azonban inkább Mijamoto Muszasi fiatal éveinek személyiségét és jellemvonásait ültette át saját szereplőjébe. Sakaira szintén nagy hatással voltak Kuroszava Akira rendező Mifune Tosiró főszereplésével készült művei, mint például A hét szamuráj (七人の侍; Sicsinin no szamurai) és A testőr (用心棒; Jódzsinbó), valamint más japán filmek, melyeket gyermekkorában látott. Bár nem ilyen erősen, de bizonyos mértékig hatással voltak Sakaira kedvelt képregényei is, köztük Steve Ditko, Alan Moore és Mark Evanier történetei, a Gladstone Publishing által kiadott Disney-képregények, valamint korábbi munkája a Groo című sorozaton. A mókás állatfigurák tekintetében Sakai nyilatkozata szerint bár az első jelentős őt ért hatás Dave Thorne munkái, valamint Walt Kelly Pogo című képsora volt, de az Usagi Yojimbo megalkotása során inkább Sergio Aragonés és Milo Manara munkáiból merített ihletet. A képregény megfelelő, a feudális Japánt idéző korhű környezetének ábrázolásához Aragonés munkássága volt rá hatással, aki igen alapos kutatásokat végzett Groo című sorozatához. Sakai számos könyvet szerzett be és tanulmányozott át Japán történeleméről, középkori hadviselési technikáiról, folklórjáról és az akkori köznép életéről. Ugyan eredetileg igen fontos szerepet szánt a japán mitológiának a képregényében, de az első történet elkészülte után ez inkább csak alkalmi elemmé vált, és helyét a valós történelmi események vették át.

## Megjelenése
A Stan Sakai által megalkotott rónin, Mijamoto Uszagi történetei saját, önálló füzete megjelenése előtt kezdetben, 1984-től a Steve Gallacci által alapított kis kiadó, a Thoughts and Images Albedo című antológiájában jelentek meg. 1986-ban Kim Thompson, a Fantagraphics Books szerkesztőjének ajánlatára Sakai kiadót váltott. Az Usagi Yojimbo a Critters című antológiában folytatta megjelenését, de a főszereplő emellett feltűnt a Doomsday Squad, a Grimjack és Phil Yeh Penguin and Pencilguin című füzetében is. Az Usagi Yojimbo első önálló füzete, az Usagi Yojimbo Summer Special 1986-ban jelent meg, mely az Albedóban már publikált történetek mellett új anyagokat is tartalmazott. A sorozata népszerűsége Sakai számára csak ebben az évben megtartott San Diegó-i Comic-Conon vált nyilvánvalóvá, mikor egyre többen álltak sorba nála, hogy dedikáltassák a megvásárolt füzeteket. Korábban az Albedo című sorozatból alig tudtak szétosztani néhány példány, értékesíteni pedig még nehezebb volt azt. A Fantagraphics kiadásában 1987-től 1993-ig 38 fekete-fehér és három színes Usagi Yojimbo füzet jelent meg. 1993-tól a sorozat a Tini Nindzsa Teknőcök történeteit megjelentető Mirage Comics-hoz költözött. A Mirage kiadásában tizenhat színes Usagi Yojimbo-füzet, valamint annak futurisztikus spin-off sorozatának, a Space Usaginak több kiadványa jelent meg. Sakai a Mirage stúdióján kívül dolgozott. Bár általánosságban meg volt elégedve a kiadóval való közös munkával, azt nehezményezte, hogy a Mirage rendszeresen elmulasztotta tájékoztatni az őt is érintő változásokról. Így például szerkesztője távozásáról is csak egy hét múlva értesült. A Mirage Comics 1994-ben megszüntette kiadói tevékenységét, melyről Sakait nagyjából nyolc hónappal korábban értesítették, hogy legyen ideje új kiadót találni. A Dark Horse Comics vállalata, hogy ahogyan a Mirage-nál megjelenik az Usagi Yojimbo utolsó száma, azonnal, fennakadás nélkül átveszik a sorozatot. A Dark Horse mellett számos kiadó adott pozitív választ Sakainak, köztük a DC Comics is, mely ugyan szintén szerette volna átvenni a sorozatot, de azt füzetei megjelenési ütemterve nem engedte. Stan Lee, a Marvel Comics korábbi főszerkesztője biztatta Sakait, hogy a Marvelt is keresse fel. Sakai azonban úgy érezte, hogy a kiadó valószínűleg nem tartana igényt a sorozatra, mely szerinte egyébként sem nem illene bele a Marvel arculatába.

## Az alkotói folyamat, a képregény stílusa és képi világa
Stan Sakai a történetötleteit általában egy hónapig csak gondolatban alakítja, mielőtt bármit is papírra vetne belőlük. Ezt követően olcsó géppapírra hat téglalapot rajzol, melyek mindegyike a képregény egy oldalának kicsinyített változata, amikre felvázolja az egyes jeleneteket. Skicceket készít, majd beírja a párbeszédek szövegeit, melyek már a végső változatban is szerepelni fognak. A folyamat során a cselekmény az eredeti ötlethez képest több pontban is módosulhat, Sakai olykor több alternatív befejezést is kigondol. Egy oldal megrajzolása, annak összetettségétől függően, általában fél, vagy egy napot, a tusrajz elkészítése további három-négy órást vesz igénybe. Sakai rajzolás közben „társaságként” gyakran bekapcsolja a televíziót. Nyilatkozata szerint ebben a tekintetben leginkább a „Schwarzenegger-típusú” akció- és kalandfilmeket kedveli, mivel ezeknél nem kell odafigyelnie, hogy tudja miről szól a történet, és csak a robbanásoknál és fegyverdörgéseknél pillant a képernyőre.
Sakai véleménye szerint az embereket megosztja, hogy mókás állatfigurákkal meséli el történeteit. Emiatt sokan úgy hiszek, hogy az Usagi Yojimbo egy gyerekeknek szóló humoros sorozat, ami azonban nem igaz. Az állatfigurák használatának egyik előnye, hogy nagyobb alkotói szabadságot élvezhet, mintha emberekkel dolgozna. Bár Sakai korai Usagi Yojimbo-történeteit gyakran hasonlítják a mangákhoz, ezeket valójában filmek ihlették. Sakai, bár Japánban született, Hawaii-on nőtt fel, ahol elsősorban amerikai képregényeket lehetett kapni, mangákat kevésbé. Az Usagi Yojimbo stílusában és történetbonyolításában is teljesen eltér a japán képregényektől. „Japánban a történetek túlságosan a cselekmény közepére összpontosítanak. A befejezés néha csekély jelentőséggel bír, vagy egyáltalán nem is része a történetnek. Én inkább európai, vagy nyugati szemszögből írók, így egyáltalán nem tekinteném mangának [az Usagi Yojimbót].” – nyilatkozta Sakai, akire legnagyobb hatással a gyermekkorában látott szamuráj-filmek voltak, köztük Kuroszava Akira rendező Mifune Tosiró főszereplésével készült alkotásai, mint például A hét szamuráj és A testőr. A szereplők első fellépését, bemutatását Sakai különösen fontosnak tartja. Ebben a tekintetben példa értékűnek tekinti a Boris Karloff főszereplésével készült Frankenstein-filmeket, ahogyan a tudós által létrehozott szörny először feltűnik a filmvásznon, valamint James Cameron rendező Terminátor 2 című filmjét, melynek egyik jelentében először feltűnik a Linda Hamilton által alakított Sarah Connor nevű szereplő. Sakai véleménye szerint ezek a megfelelően kialakított jelenetek már önmagukban is nagyon sokat elárulnak a szereplőkről.
Sakai a filmek inspirációja mellett igen sok kutatást is végez, hogy képregényében minél autentikusabban és hűbben ábrázolhassa a feudális kori Japán világát. Az Usagi Yojimbo első sorozatának huszadik számában megjelent A Kite Story című történet megírása emiatt nagyjából két évet vett igénybe. Az egy papírsárkány-fesztiválon játszódó történetben Sakai három különböző nézőpontból, egy papírsárkány-készítő, egy szerencsejátékos és Mijamoto Uszagi szemszögéből mutatja be a cselekményt. A lehetőségeihez mérten alapos kutatás ellenére Sakai elsődleges szándéka sorozatával a szórakoztatás, nem pedig a tanítás. Az általa összegyűjtött adatok és információk nagy része valójában csak háttéranyag, aminek többsége bele sem került a kész műbe. Sakai emellett alkalmanként jegyzeteket hagy olvasói számára a sorozat füzetiben, és megnevez bizonyos könyveket is az éppen feldolgozott témával vagy történetelemmel kapcsolatban. Kedvelt történelmi forrásai például a 8. században született, illetve befejezett Kodzsiki (古事記) és a Nihonsoki (日本書紀) című művek. Sakai nyilatkozata szerint a japán kultúrát az amerikai olvasók számára interpretáltan mutatja be. Mivel ő maga harmadik generációs amerikai japán, nem tudja olyan hűen, saját tapasztalati alapján bemutatni ezt a környezetet, mint ha maga is ebben nőtt volna fel. Információ elsősorban könyvekből és filmekből származnak. A cselekmény az átlagos amerikai képregényekéhez képest olykor igen erőszakos, Sakai nyilatkozata szerint azonban, az Egyesült Államokban egyre népszerűbb japán képregényekéhez képest, melyekhez gyakran hasonlítják az Usagi Yojimbót, ez még visszafogottnak tekinthető. Véleménye szerint sorozatában az erőszak nem önmagáért van és sosem szükségtelenül hosszú, hanem a történet szerves része. Kim Thompson, a Fantagraphics Books szerkesztője például csak egyetlen alkalommal kérte, hogy mérsékeljen egy panel jelenetén, melyet ettől függetlenül Sakai is már soknak érzett. Ezt az egyetlen alkalmat leszámítva Sakai teljesen függetlenül és önállóan dolgozott.
Sakai jobban kedveli a fekete-fehér képregényeket, mivel megítélése szerint ezekben nem rejthető el semmi a színek mögé. Amit az olvasó megvásárol, az pontosan az, amit ő megrajzolt. Sakai emellett nem szeret színezéssel időt tölteni, vagy más eszközökkel, különleges papírokkal és technikákkal dolgozni. Általában bizalmatlan a színezőkkel szemben, akik közül véleménye szerint sok nem is ért igazán ahhoz, amit csinál: miközben javítani akarnak a rajzokon, elfedik a fontos részeket. Az Usagi Yojimbónak ennek ellenére több színes különkiadása jelent meg, valamint a Mirage Comics gondozásában, 1993 és 1994 között maga a sorozatot is színesben adták ki. A Fantagraphics kiadásában megjelenő különszámokban Sakai a történet részeként kezelte a színeket, melyek hatással voltak a cselekményre, illetve megváltoztatták annak egész hangulatát. A Mirage-nál ez a fajta hozzáállás már nem volt jellemező Sakaira. Az Usagi Yojimbo a Mirage első színesben megjelenő sorozata volt, és mivel a kiadó ennek technikai hátterét csak időközben tökéletesítette, a füzetek minősége változó volt. Emellett Sakai a képregény rendszeres színezőjével, Tom Luth-tal kifejezetten meg volt elégedve. Luth korábban többek között a Fantagraphics kiadásában megjelent színes Usagi Yojimbo-füzeteken, valamint Sergio Aragonés Groo the Wanderer című sorozatán is közreműködött. Sakai nyilatkozata szerint bár a visszajelzések alapján az olvasók, akárcsak ő maga is, a fekete-fehér változatot részesítették előnyben, ez az eladásokban nem mutatkozott meg. Mialatt az Usagi Yojimb a Mirage kiadásában jelent meg ugyan valamivel csökkent az eladott példányszám, de ebben az időben ez az egész képregényiparra jellemző volt.

## Történet
A képregény a XVII. századi Japánban játszódik. Az északi és a déli tartományok polgárháborúja véget ért, de a sógun nem tudta megszilárdítania a hatalmát. Ez a kor az anarchia és a politikai cselszövések kora. Az utolsó csatában egy szamuráj, Miyamoto Usagi a vesztes oldalon harcolt. A csatában elveszítette urát, így rónin lett belőle, úr nélküli szamuráj. Azóta vándorként éli életét, és járja az országot.
Barátai közé tartozik Tomoe Ame, egy szamurájlány a Geisu klánból, és Gennoszuke, a klán nélküli fejvadász.

## Szereplők
A képregénynek több száz szereplője van, itt csak néhány van a legfontosabb szereplők közül.
Mijamoto Uszagi - A történet főszereplője. Egy úr nélküli szamuráj (vagyis rónin), aki a musa súgjót (a harcos zarándokútját) járja és egyben kengó is (illetve kardforgató mester). Gyermekkorában Kacuicsi sugjósája (tanuló harcosa) volt, aki remeteként élte életét. Tőle tanulta meg a kard használatát, amivel kivívta Mifune nagyúr elismerését. Később Mifune szamurája, sőt személyi testőre lett. A Hikidzsi nagyúr ellen vívott adacsigaharai csatában nagyurát kellett védelmeznie, de a csatában urát elveszítve rónin lett belőle. Azóta vándorként éli életét, és a gyengébbek védelméért fog kardot a rosszak ellen.
Usaginak kardpárja (daisója): a Jagi-No-Eda (fűzfaág) nevű katana (hosszú kard), és az Aojagi (fűzfavessző) nevű vakizasi (rövid kard). Egy győzelméért kapta emlékül Mifune nagyúrtól (a kardokat Koecu a nagy kardkovács készítette, de már elkészültük után tudta, hogy ezek túl erős kardok, ezért Koecu fűzfaágakról nevezve el őket), hogy ezeket használja.
Tomoe Ame - Szamurájlány, aki a Geisu klán szamurája és egyben a fiatal Norijuki nagyúr testőre. Apja, Tacutaró a Hulló Eső vívóiskola alapítója volt. Tomoe apjától tanulta a kardforgatást. Az Usagival való találkozása előtt nem sokkal állt be szamurájnak a Geisu klánba. Találkozásukkor éppen meg kellett védenie Norijuki nagyurat az összeesküvő nagyurak ellen, de ő megsérül ezért Usaginak kellett titokban elvinnie Norijukit Edóba. Norijuki a kaland közben megmentette Usagi életét egy nindzsától. Azóta barátok lettek.
Gennoszuke - A klán nélküli fejvadász. A küldetéseit leginkább pénzért hajtja végre. Amikor először találkozott Usagival, megkérte, hogy legyen a segítőtársa egy tolvajbanda ellen. Tréfái ellenére azóta Usagi barátja lett.
Mifune nagyúr - Usagi ura volt, aki az Adacsigaharai csatában hunyt el. Usagi azóta rónin mióta őt elvesztette. Bár már a történet elején tisztázódik, hogy Mifune nem él, sokszor fontos szerep jut neki visszaemlékezésekben és egyéb történetekben.

## Ellenfelek
A történetekben leginkább a sinobik (nindzsák) és a banditák az ellenfelek.
A három féle nindzsa-csoport van: a Neko (macska), a Mogura (vakond) és a Komori (denevér) nindzsák. A Neko és a Komori nindzsák leginkább Hikidzsi nagyúr szolgálatában állnak, aki a politikai hatalom megszerzéséért küzd. A Mogura nindzsák független harcosok, akik jó pénzért áruba bocsátják szolgálataikat.
A Neko nindzsák a hagyományos nindzsa fegyverekkel kardokkal, kamával, lándzsákkal és surikenekkel (dobócsillagokkal) harcolnak; a Komori nindzsák a szárnyaikon levő pengékkel harcolnak; a Mogura nindzsák pedig karmaikkal harcolnak, mivel látásuk gyenge és ez akadályozza kard használatát.

## Usagi Yojimbo életútja
A képregény 1984-ben jelent az Albedo és Critters magazinoknál, Az adacsigaharai kobold című történettel. Majd kis szünet után 1985-ben készült el a folytatása A magányos nyúl és gyermek című történettel és azután 1986-ban A vallomás című történettel, és ekkor indult a többi fejezet is. Stan Sakai ezzel olan képregényt alkotott, ami a képregények popkultúrájában elhozta a japán sziget világát. A képregény Amerikában nagyon népszerű, mint a Jim Davis által alkotott Garfield-képregények. A képregényt tíz nyelvre lefordítva olvassák. A sorozatot azóta adja ki a Dark Horse Comics. Eisner-díjat nyert, sőt a Parents Choices alapítvány egy díjával megjutalmazta a szerzőt, mint a legjobb, minden ifjúság számára szóló képregényként. Antológiás sorozatát a Fantagraphics Books sorozat adja ki (majd a nyolcadik résztől a Dark Horse Comics).
Nálunk 2006 óta jelenik meg ez az antológiás sorozat a Vad Virágok Könyvműhely kiadásával.

## Érdekességek Usagi Yojimbo-ról
Amerikában Commodore 64 és Spectrum számítógépes játékokat adtak ki és szerepjátékokat.
A 80-as években vendégszereplő volt a Tini Nindzsa Teknőcök rajzfilmsorozatában, majd azután a legújabb Tini Nindzsa Teknőcök sorozatban, mikor Leonardoval küzd és azután közösen folytatják a kalandjukat.
A 90-es években szerepelt a szerző által készült, rövidéletű sorozatban, a Space Usagiban, amit a Mirage Studio adott ki.
A szerző állítása alapján egy létező, történelmi személy, Mijamoto Muszasi nagy hatással volt arra, hogy Mijamoto Usagi megszülethessen.

## Gyűjteményes kötetek
Az 1-7. könyveket a Fantagraphics Books adta ki, a 8. könyvtől a kiadó a Dark Horse Comics lett.
A Dark Horse kemény fedeles kiadványok gyakran extrákat is tartalmaznak a füzetekhez képest, az extrák közül néhányat a 2004-es artbookban szintén kiadott a Dark Horse.
- Book 1: The Ronin
(Tartalmazza az Albedo 2-4; a The Doomsday Squad 3; a Critters 1, 3, 6-7, 10-11, 14; és a Usagi Yojimbo Summer Special kiadványokat.)
- Book 2: Samurai
(Tartalmazza a Fantagraphics 1-6 kiadványokat.)
- Book 3: Wanderer's Road
(Tartalmazza a Fantagraphics 7-12 és a “Turtle Soup” kiadványokat.)
- Book 4: Dragon Bellow Conspiracy
(Tartalmazza a Fantagraphics 13-18 kiadványokat.)
- Book 5: Lone Goat and Kid
(Tartalmazza a Fantagraphics 19-24 kiadványokat.)
- Book 6: Circles
(Tartalmazza a Fantagraphics 25-31 kiadványokat, és egy történetet a Critters #50 részéből.)
- Book 7: Gen's Story
(Tartalmazza a Fantagraphics 32-38 kiadványokat és egy történet aCritters #38 részéből.)
- Book 8: Shades of Death
(Tartalmazza a Mirage 1-6 kiadványokat és néhány történet a 7-8 részből.)
- Book 9: Daisho
(Tartalmazza a Mirage 7-12, 14 kiadványokat.)
- Book 10: The Brink of Life and Death
(Tartalmazza a Mirage 13, 15-16 kiadványokat és a Dark Horse 1-6 részeket.)
- Book 11: Seasons
(Tartalmazza a Dark Horse 7-12 részeket, és a "Green Persimmon" részt a Diamond Previewsból.)
- Book 12: Grasscutter
(Tartalmazza a Dark Horse 13-22 kiadványokat.)
- Book 13: Grey Shadows
(Tartalmazza a Dark Horse 23-30 kiadványokat.)
- Book 14: Demon Mask
(Tartalmazza a Dark Horse 31-38 részeket, és történeteket a Dark Horse Presents 140 & Annual 1999; Wizard 97; Oni Double Feature 10; and Dark Horse Extra 20-23 kiadványokból.)
- Book 15: Grasscutter II: Journey To Atsuta Shrine
(Tartalmazza a Dark Horse 39-45 kiadványokat.)
- Book 16: The Shrouded Moon
(Tartalmazza a Dark Horse 46-52 kiadványokat.)
- Book 17: Duel at Kitanoji
(Tartalmazza a Dark Horse 53-60 kiadványokat.)
- Book 18: Travels with Jotaro
(Tartalmazza a Dark Horse 61-68 kiadványokat.)
- Book 19: Fathers and Sons
(Tartalmazza a Dark Horse 69-75 kiadványokat.)
- Book 20: Glimpses of Death
(Tartalmazza a Dark Horse 76-82 kiadványokat.)
- Book 21: The Mother of Mountains
(Tartalmazza a Dark Horse 83-89 kiadványokat.)
- Book 22: Tomoe's Story
(Tartalmazza a Dark Horse 90-93 kiadványokat és az Usagi Yojimbo Color Specials 1-3 részeket.)
- Book 23: Bridge of Tears 
 (Tartalmazza a Dark Horse 94-102 kiadványokat.)
- Book 24: Return of the Black Soul 
 (Tartalmazza a Dark Horse 103-109 kiadványokat.)
- Book 25: Fox Hunt 
 (Tartalmazza a Dark Horse 110-116 kiadványokat.) és a “Saya” történetet a MDHP #18-ból.
- Book 26: Traitors of the Earth 
 (Tartalmazza a Dark Horse 117-123 kiadványokat.)
- Space Usagi
(Tartalmazza a Space Usagi 3 részes minisorozatot "Warrior," "Death & Honor," and "White Star Rising;" és történeteket az alábbi kiadványokból: Teenage Mutant Ninja Turtles 47 és Usagi Color Special 3)
- The Art of Usagi Yojimbo: 20th Anniversary Edition, 2004.

## Magyar kiadványok
Magyar nyelven a gyűjteményes kötetek fordításai jelentek meg a Vad Virágok Könyvműhely kiadásában.
- 1. kötet: A rónin, 2006, Fordította: Frank Zita, ISBN 963-86-8651-0
- 2. kötet: Szamuráj, 2007, Fordította: Frank Zita, ISBN 978-963-86-8653-4
- 3. kötet: A vándor útja, 2007, Fordította: Frank Zita, ISBN 978-963-86-8654-1
- 4. kötet: A Sárkányüvöltés összeesküvés, 2008, Fordította: Frank Zita, ISBN 978-963-86-8657-2
- 5. kötet: Magányos kecske és kölyök, 2008, Fordította: Frank Zita, ISBN 978-963-87-7958-8
- 6. kötet: Körök, 2009, Fordította: Frank Zita, ISBN 978-963-87-7959-5
- 7. kötet: Gen története, 2009, Fordította: Frank Zita, ISBN 978-963-88-3235-1
- 8. kötet: A halál árnyai, 2010, Fordította: Frank Zita, ISBN 978-963-99-9800-1
- 9. kötet: Daisó, 2010, Fordította: Frank Zita, ISBN 978-963-99-9808-7
- 10. kötet: Élet és halál között, 2011, Fordította: Frank Zita, ISBN 978-963-99-9816-2
- 11. kötet: Évszakok, 2012, Fordította: Frank Zita, ISBN 978-963-99-9820-9
- 12. kötet: A kard, 2013, Fordította: Frank Zita, ISBN 978-963-99-9827-8
- 13. kötet: Szürke árnyak, 2014, Fordította: Oroszlány Balázs, ISBN 978-963-99-9831-5
- 14. kötet: Démonmaszk, 2015, Fordította: Frank Zita, ISBN 978-963-99-9835-3
- 15. kötet: A kard 2., 2016, Fordította: Frank Zita, ISBN 978-963-9998-41-4
- 16. kötet: Fátyolos hold, 2017, Fordította: Benes Attila, ISBN 978-963-9998-50-6
- 17. kötet: A párbaj, 2018, Fordította: Frank Zita, ISBN 978-963-9998-54-4
- 18. kötet: Utazás Dzsótaróval, 2019, Fordította: Frank Zita, ISBN 978-963-9998-72-8
- 19. kötet:  Apák és fiúk, 2019, Fordította: Frank Zita, ISBN 978-963-9998-72-8
- 20. kötet: A halál pillantásai, 2020, Fordította: Frank Zita, ISBN 978-963-9998-80-3
- 21. kötet: A Hegyek Anyja, 2020, Fordította: Frank Zita, ISBN 978-963-9998-83-4

## Külső hivatkozások
- Usagi Yojimbo Dojo Archiválva 2012. december 5-i dátummal az Archive.is-en (angolul)
- A sorozat a magyar kiadó honlapján
- ZoTyA: Usagi Yojimbo (archiv). Képregények Listája. db.kepregeny.net, 2007. [2008. június 21-i dátummal az eredetiből archiválva].
- A magyar sorozat adatlapja